# Theretra hausmanni
Theretra hausmanni là một loài bướm đêm thuộc họ Sphingidae. Loài này có ở Sulawesi in Indonesia.
Sải cánh dài 71–81 mm đối với con đực và 76–82 mm đối với con cái. Nó rất giống loài Theretra manilae nhưng khác nhau ở chỗ kích cỡ lớn hơn. Cánh trước giống Theretra manilae.